# Maleter

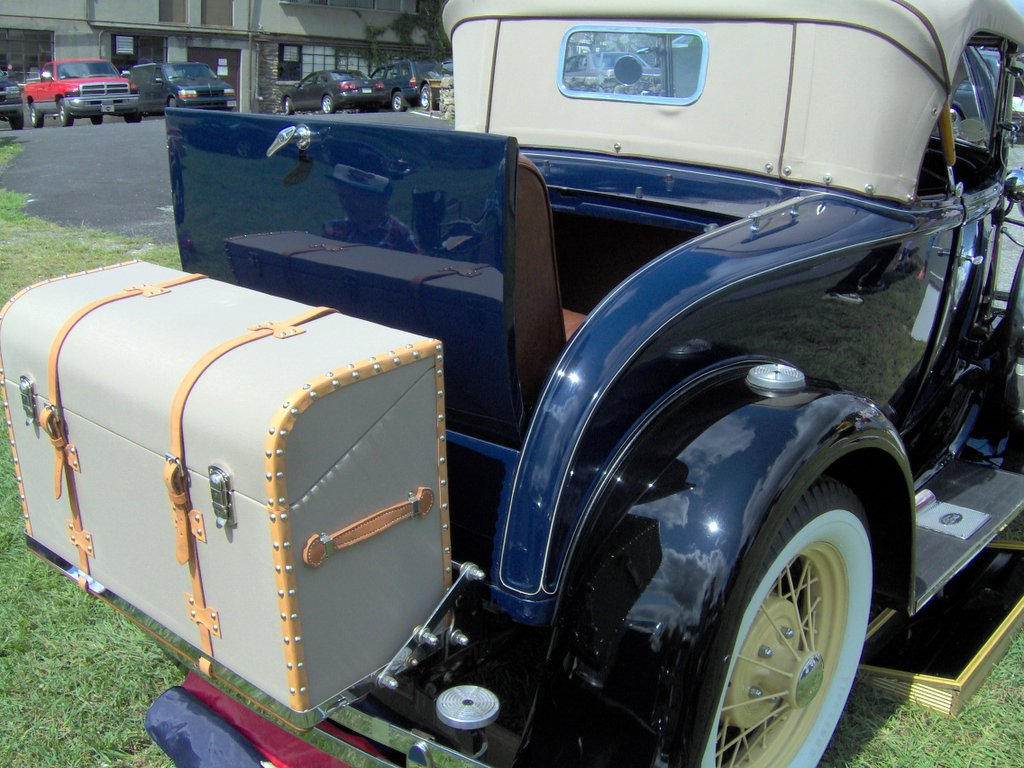
Aquest antic model de Ford portava el bagul separat de la carrosseria.

El maleter d'un automòbil és el compartiment destinat a guardar les maletes o l'equipatge.
El compartiment pot ser tant en la part posterior com a la davantera del vehicle, normalment al costat oposat al del motor. La gran major part dels vehicles el tenen en la part posterior. Quan la tapa del bagul inclou la finestra del darrere, se sol dir que té un "porta del darrere" en lloc d'una "tapa posterior".